# Опора
Опо́ра — место, на котором можно утвердить, укрепить что-либо для придания прочного, постоянного положения, а также предмет, служащий для поддержки чего-нибудь.

## Назначение

### В строительстве
Опоры в строительстве — это элементы строения, служащие для установки аппаратов на фундаменты и несущие конструкции. Основная функция — передача усилия от одной части конструкции на другие или на фундамент. Используемые конструкции и материалы опор сильно различаются в зависимости от величины и характера передаваемых усилий.
Для поддержания пролётов мостов опорами служат устои и быки.

#### Бык
Бык — опора моста или гидротехнического сооружения (плотины, водосброса и т. п.), воспринимающая нагрузку от двух пролётных строений и имеющая обтекаемую в плане форму, водорез или ледорез со стороны верховой части водотока.

### В машиностроении
Опоры в машиностроении — это узлы, предназначенные для передачи веса и других нагрузок с агрегата или детали на корпус или фундамент. Опора может быть как простой частью отливки корпуса (например, опорные лапы электродвигателя), так и довольно сложным узлом. Опоры коленвала двигателя внутреннего сгорания включают разъёмные подшипники скольжения с проточками для подачи масла к шатунным подшипникам коленвала, а опоры газотурбинного двигателя помимо быстроходных подшипников качения часто включают сигнализаторы их температуры, а также редукторы для отбора мощности от вала ГТД на привод агрегатов. Например, средняя опора двигателя НК-8 содержит два подшипника и два конических редуктора, а также служит для крепления двигателя к самолёту и крепления к двигателю коробок приводов.

### В садоводстве
Различные опоры (подпорки) используются в промышленном садоводстве для поддержания ветвей в период созревания плодов. В декоративном садоводстве (см. Декоративные растения) деревянные подпорки используются для укрепления ветвей первого порядка у старых деревьев.

## Сейсмоопора
Сейсмоопора — опора здания или сооружения (моста, силоса и другие), способная выдерживать значительные сейсмические нагрузки (горизонтальные и вертикальные) без значительных разрушений и деформаций:
- Свинцово-резиновая опора
- Фрикционно-маятниковая опора